# Puerto Varas
Puerto Varas ist eine Stadt mit 41.255 Einwohnern (2008) im Süden Chiles in der Región de los Lagos (Region X). Sie liegt etwa 20 Kilometer nördlich von Puerto Montt.
Puerto Varas liegt am Südufer des Llanquihue-Sees. Mit rund 860 Quadratkilometern ist er der zweitgrößte See Chiles. An der nordöstlichen Seeseite liegt der Volcán Osorno mit seinen 2652 Metern Höhe.
Die durchschnittliche Temperatur beträgt im Sommer etwa 14 °C, im Winter etwa 6 °C.

## Geschichte
1552 erreichte Pedro de Valdivia den Llanquihue-See. Ab 1846 besiedelten deutsche Einwanderer die Gegend um den See. Puerto Varas wurde am 27. Juni 1854 gegründet und erhielt am 30. Oktober 1897 Stadtrechte. Noch heute sind viele Spuren deutscher Einwanderer vorzufinden. Deren Nachfahren organisieren sich im deutschen Verein.

## Wirtschaft
Der Tourismus ist das wichtigste Standbein von Puerto Varas. Der Hafen, die Fischerei und Landwirtschaft spielen ebenfalls eine wichtige wirtschaftliche Rolle. Puerto Varas liegt günstig direkt an der Panamericana und man kann leicht das Wirtschaftszentrum Puerto Montt erreichen.

## Tourismus
Die Stadt bietet sich als Ausgangspunkt für Ausflüge um den Llanquihue-See und zu den Vulkanen Osorno und Calbuco. Puerto Varas wird auch Rosenstadt genannt, da das Stadtgebiet im Bereich der Uferpromenade von mehreren Rosen-Gärten durchzogen ist. Die Stadt ist stark deutsch geprägt mit vielen historischen Gebäuden aus der Gründerzeit. Bekannteste Sehenswürdigkeit ist die „deutsche Pfarrkirche“ Sagrado Corazón de Jesús, eine Holzkonstruktion mit Wellblechverkleidung. Sie wurde 1915 von Edmundo Niklitschek, Bernardo Klenner sowie Adalio Morales errichtet und soll einer Kirche im Schwarzwald nachempfunden sein.
Aufgrund der Lage Puerto Varas’ gibt es hier Freizeitmöglichkeiten für Angler, Segler, Reiter, Bergsteiger und Kajakfahrer. Die Stadt besitzt ein eigenes Casino und mehrere Restaurants. Neben den größeren Hotels gibt es auch kleinere Ferienhäuser.

### Sehenswürdigkeiten
- Monte Calvario, ein Berg unweit der Pfarrkirche auf den ein Kreuzweg führt.[2]

## Bildergalerie

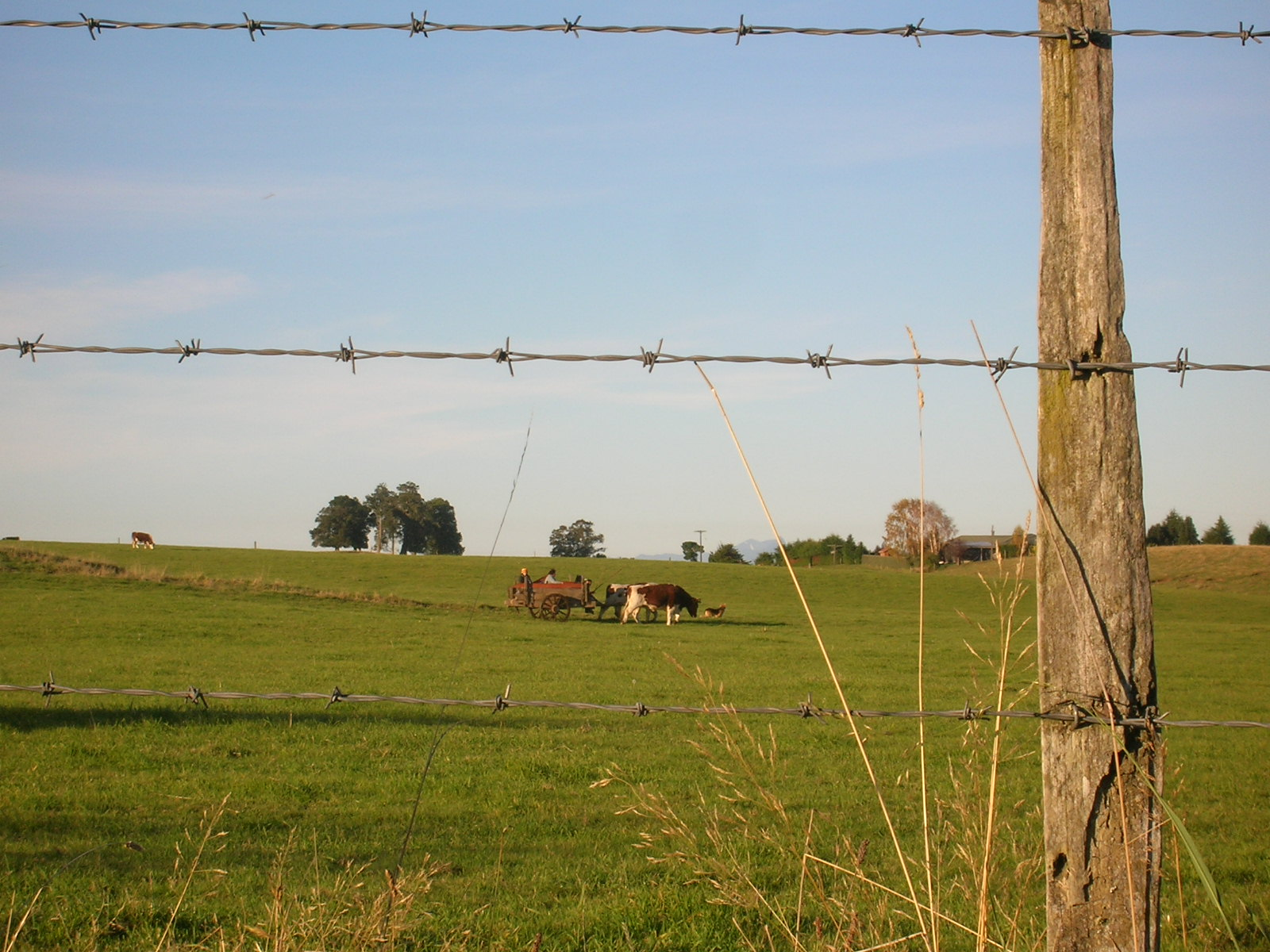
Landschaft
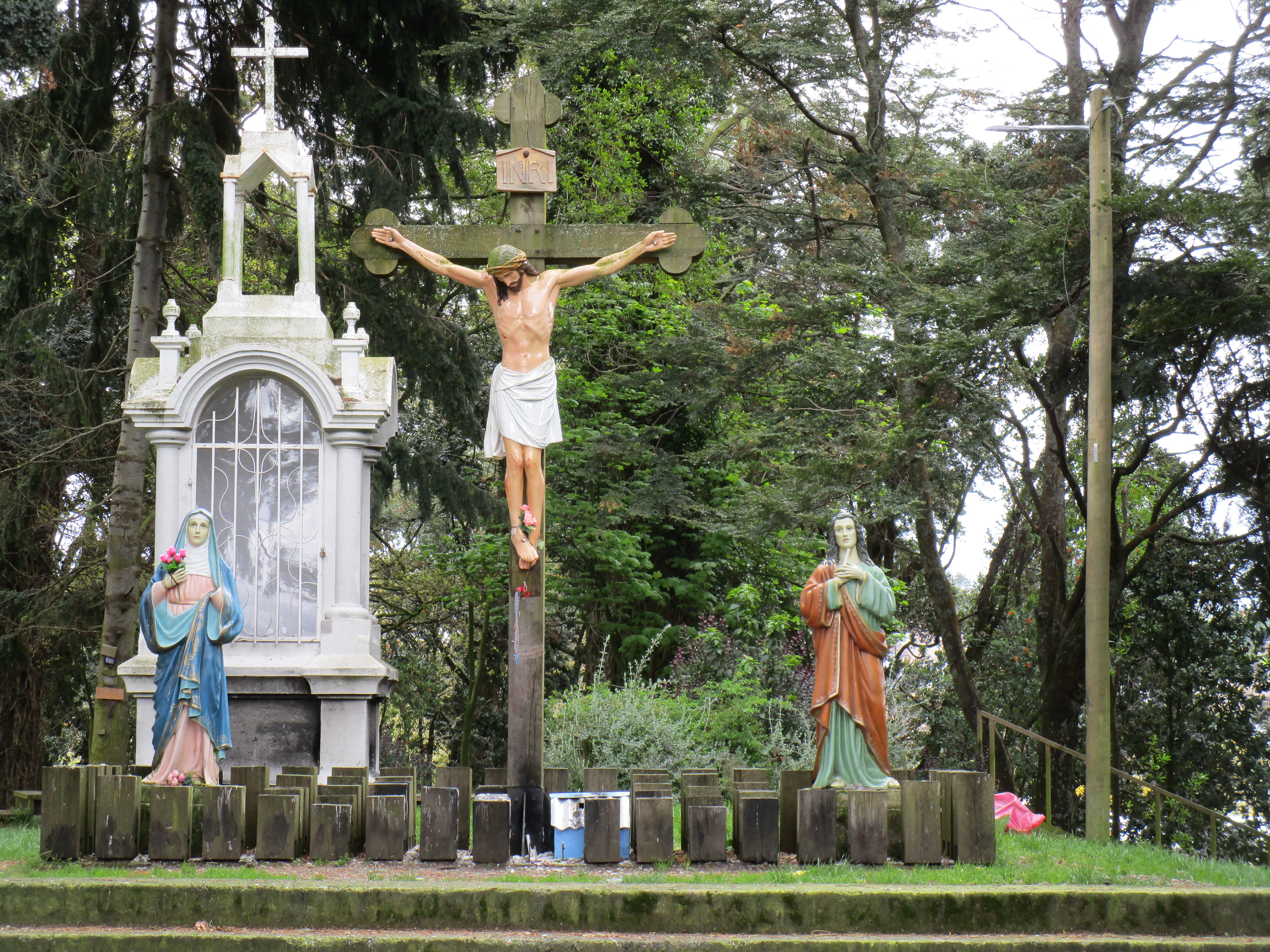
Kreuzigungsgruppe auf dem Gipfel des Kalvarienberges
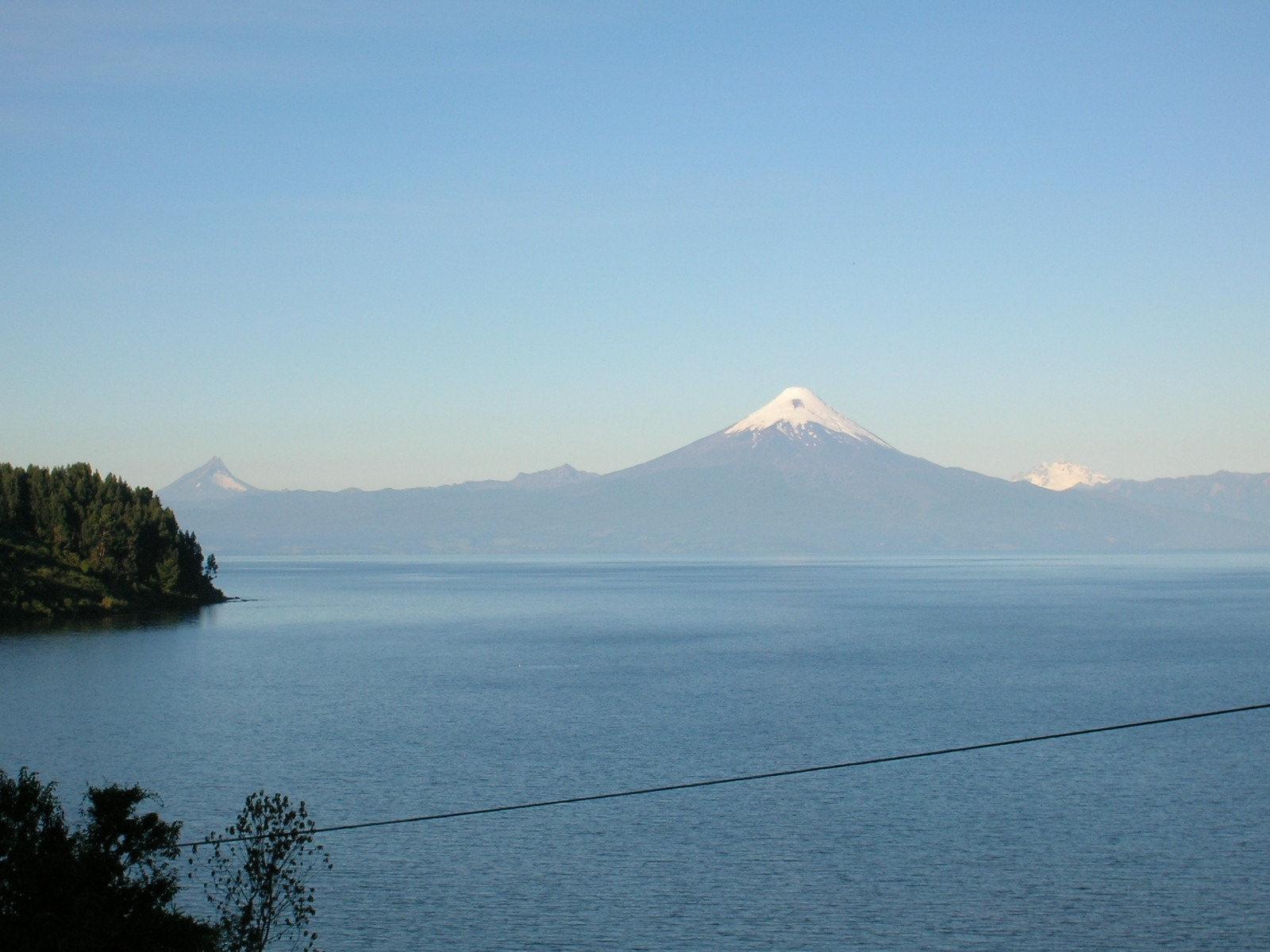
Llanquihue-See und Vulkan Osorno
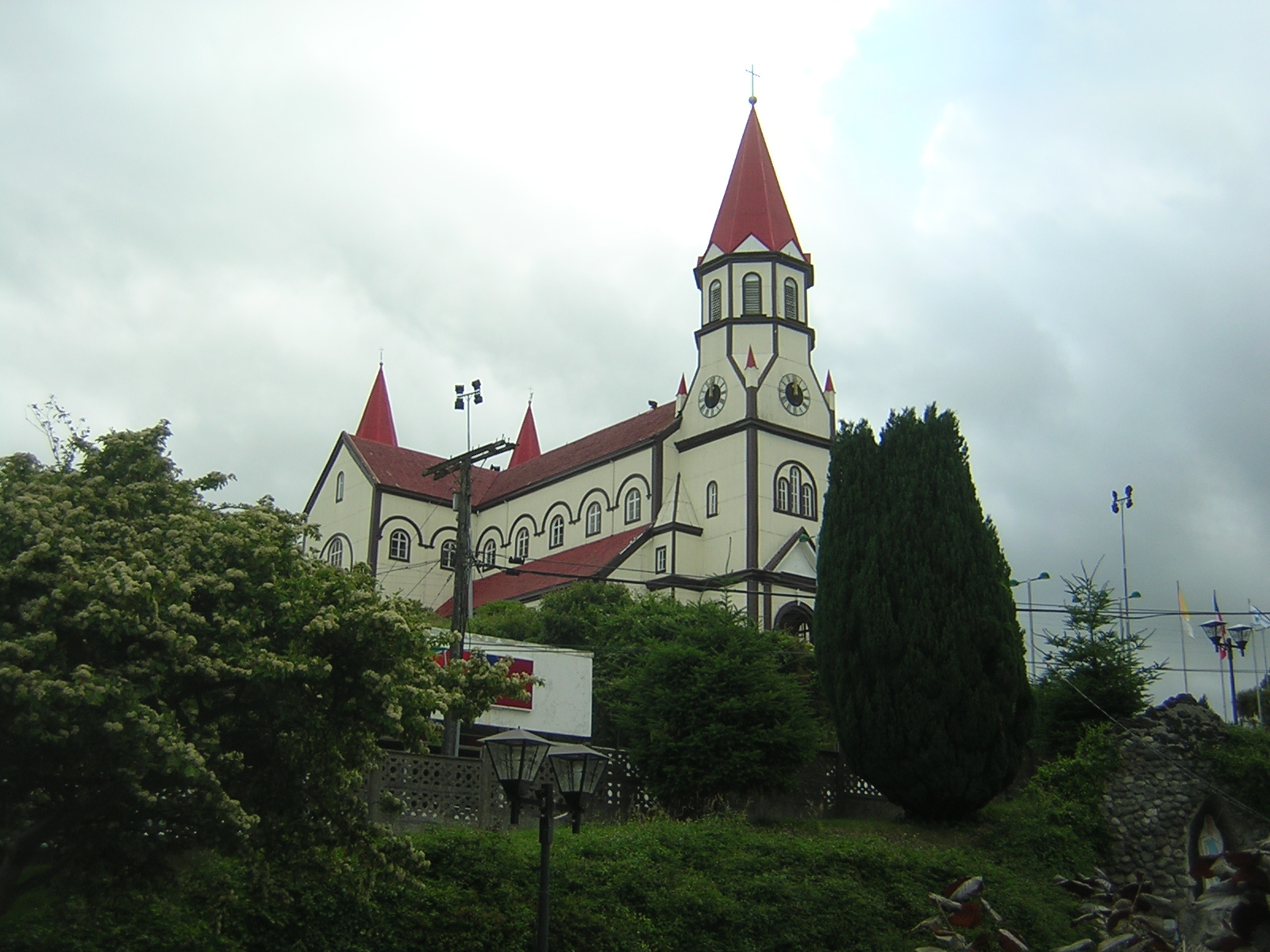
Kirche in Puerto Varas
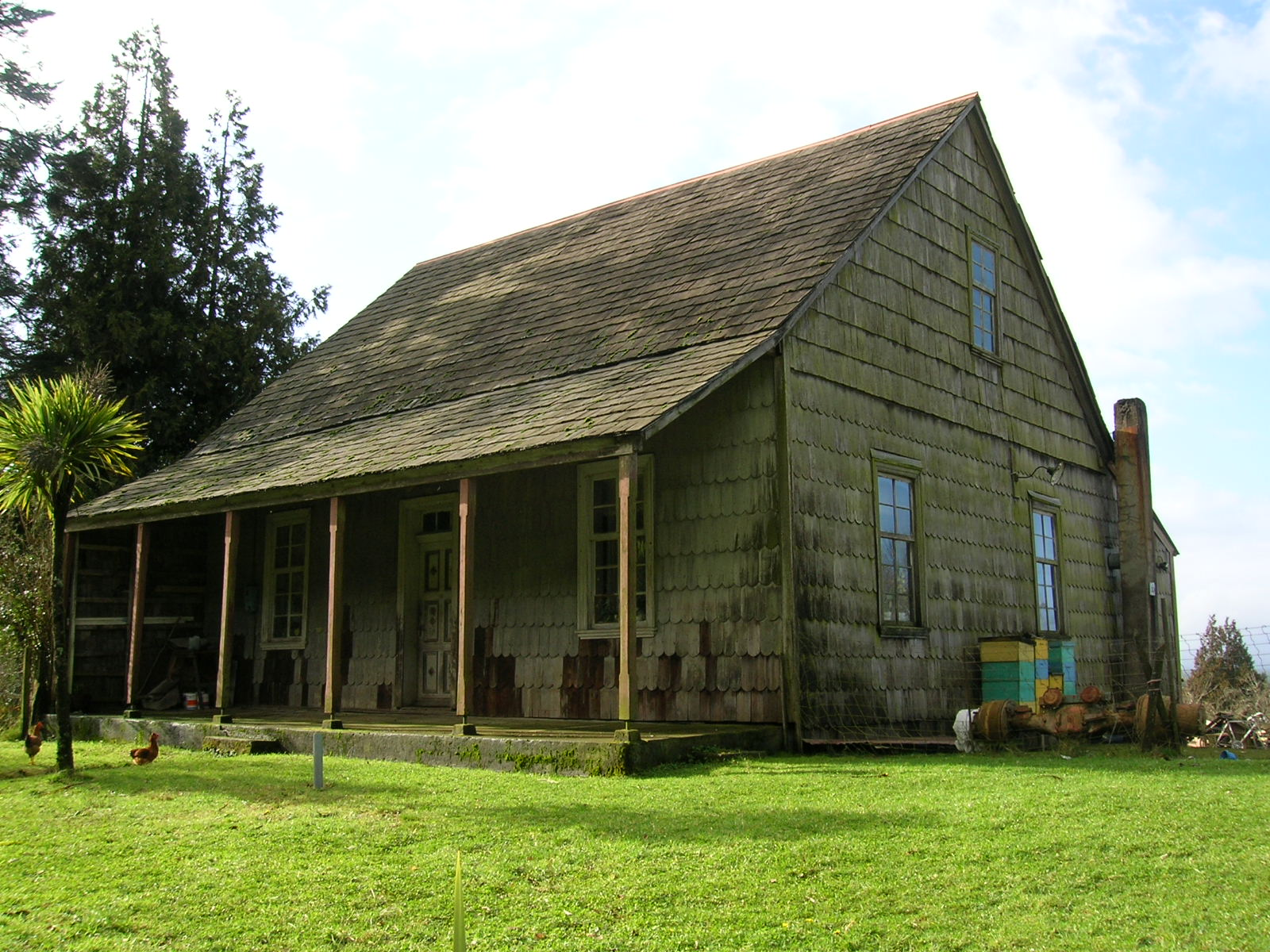
Siedlerhaus

## Städtepartnerschaften
- San Carlos de Bariloche, Argentinien